# Wendy Holdener
Wendy Holdener (Unteriberg, 12 maggio 1993) è una sciatrice alpina svizzera, campionessa del mondo nella combinata nel 2017 e nel 2019 e vincitrice della Coppa del Mondo di combinata nel 2016 e nel 2018.

## Biografia
In carriera è stata allenata da Werner Zurbuchen e Klaus Mayrhofer.

### Stagioni 2009-2012
Originaria di Unteriberg, la Holdener ha partecipato alla sua prima gara FIS nel novembre 2008, mentre il 12 marzo 2009 ha esordito in Coppa Europa ottenendo il 58º posto nel supergigante di Crans-Montana. All'inizio della stagione 2010-2011 ha esordito in Coppa del Mondo nello slalom gigante di Sölden del 23 ottobre, nel quale non si è qualificata per la seconda manche. Un mese dopo, alla sua terza apparizione nel massimo circuito internazionale, ha raccolto i primi punti giungendo 18ª nello slalom speciale di Aspen del 28 novembre.
Nel prosieguo della stagione ha conquistato il primo podio in Coppa Europa (2ª nello slalom speciale di Sankt Sebastian del 9 gennaio), ha vinto tre medaglie ai Mondiali juniores di Crans-Montana (l'oro nella combinata, l'argento nella discesa libera e il bronzo nello slalom gigante) e ha esordito ai Campionati mondiali: a Garmisch-Partenkirchen 2011 è stata 29ª nello slalom gigante e non ha concluso lo slalom speciale.

### Stagioni 2013-2017
Il 10 gennaio 2013 si è aggiudicata il primo successo in Coppa Europa, salendo sul gradino più alto del podio nello slalom speciale tenutosi sul tracciato di casa di Melchsee-Frutt; nella stessa stagione ha partecipato ai Mondiali juniores del Québec, vincendo la medaglia d'argento nella gara a squadre, ha preso parte ai Mondiali di Schladming, piazzandosi 26ª nello slalom gigante e 11ª nello slalom speciale, e ha ottenuto il primo podio in Coppa del Mondo, il 10 marzo nello slalom speciale di Ofterschwang.
Nel 2014 ha preso parte per la prima volta a un'edizione dei Giochi olimpici invernali, ma a Soči 2014 non ha concluso né la prova di slalom gigante né quella di slalom speciale; l'anno dopo ai Mondiali di Vail/Beaver Creek è stata 17ª nello slalom gigante e non ha concluso lo slalom speciale. Il 23 febbraio 2016, nello slalom parallelo disputato a Stoccolma, ha colto la sua prima vittoria in Coppa del Mondo e al termine di quella stagione è risultata vincitrice della Coppa del Mondo di combinata, con 38 punti di vantaggio sulla connazionale Lara Gut, e 3ª nella classifica della Coppa del Mondo di slalom speciale. Ai Mondiali di Sankt Moritz 2017 ha vinto la medaglia d'oro in combinata e la medaglia d'argento in slalom speciale.

### Stagioni 2018-2019
Ai XXIII Giochi olimpici invernali di Pyeongchang 2018 ha vinto la medaglia d'oro nella gara a squadre, quella d'argento nello slalom speciale, quella di bronzo nella combinata e si è classificata 9ª nello slalom gigante. Nella stessa stagione ha nuovamente vinto la Coppa del Mondo di combinata, con 41 punti di vantaggio sulla connazionale Michelle Gisin.
Ai Mondiali di Åre 2019 ha vinto la medaglia d'oro nella combinata e nella gara a squadre ed è stata 14ª nel supergigante, 15ª nello slalom gigante e 17ª nello slalom speciale; quell'anno in Coppa del Mondo si è classificata al 3º posto sia nella classifica generale, staccata di 1125 punti dalla vincitrice Mikaela Shiffrin, sia in quella della Coppa del Mondo di slalom speciale, superata di 479 punti dalla Shiffrin.

### Stagioni 2020-2025
Nella successiva stagione 2019-2020 è stata 2ª nella classifica di combinata, staccata dalla vincitrice Federica Brignone di 75 punti; ai Mondiali di Cortina d'Ampezzo 2021 si è piazzata 8ª nello slalom gigante, 4ª nello slalom speciale, 7ª nello slalom parallelo, 4ª nella gara a squadre e non ha completato la combinata. Ai XXIV Giochi olimpici invernali di Pechino 2022 ha vinto la medaglia d'argento nella combinata, quella di bronzo nello slalom speciale ed è stata 9ª nello slalom gigante e 6ª nella gara a squadre.
Ai Mondiali di Courchevel/Méribel 2023 ha vinto la medaglia d'argento nella combinata e nel parallelo, si è classificata 18ª nello slalom gigante e 5ª nella gara a squadre e non ha completato lo slalom speciale; in quella stagione 2022-2023 in Coppa del Mondo è stata 2ª nella classifica di slalom speciale, superata dalla vincitrice Shiffrin di 290 punti. La successiva stagione 2023-2024 è stata segnata da un infortunio patito in allenamento l'11 dicembre a Pozza di Fassa, che l'ha costretta a terminare anzitempo la stagione. Ai Mondiali di Saalbach-Hinterglemm 2025 ha vinto la medaglia d'argento nello slalom speciale, nella combinata a squadre (in coppia con Lara Gut-Behrami) e nella gara a squadre, piazzandosi inoltre 25ª nello slalom gigante.

## Palmarès

### Olimpiadi
- 5 medaglie:
  - 1 oro (gara a squadre a Pyeongchang 2018)
  - 2 argenti (slalom speciale a Pyeongchang 2018; combinata a Pechino 2022)
  - 2 bronzi (combinata a Pyeongchang 2018; slalom speciale a Pechino 2022)

### Mondiali
- 9 medaglie:
  - 3 ori (combinata a Sankt Moritz 2017; combinata, gara a squadre a Åre 2019)
  - 6 argenti (slalom speciale a Sankt Moritz 2017; combinata, slalom parallelo a Courchevel/Méribel 2023; slalom speciale, combinata a squadre, gara a squadre a Saalbach-Hinterglemm 2025)

### Mondiali juniores
- 4 medaglie:
  - 1 oro (combinata a Crans-Montana 2011)
  - 2 argenti (discesa libera a Crans-Montana 2011; gara a squadre a Québec 2013)
  - 1 bronzo (slalom gigante a Crans-Montana 2011)

### Coppa del Mondo
- Miglior piazzamento in classifica generale: 2ª nel 2018
- Vincitrice della Coppa del Mondo di combinata nel 2016 e nel 2018
- 52 podi:
  - 5 vittorie
  - 23 secondi posti
  - 24 terzi posti

#### Coppa del Mondo - vittorie
| Data             | Località    | Paese       | Specialità |
| ---------------- | ----------- | ----------- | ---------- |
| 23 febbraio 2016 | Stoccolma   | Svezia      | PR         |
| 13 marzo 2016    | Lenzerheide | Svizzera    | KB         |
| 26 gennaio 2018  | Lenzerheide | Svizzera    | KB         |
| 27 novembre 2022 | Killington  | Stati Uniti | SL         |
| 11 dicembre 2022 | Sestriere   | Italia      | SL         |

Legenda:

SL = slalom speciale

KB = combinata

PR = slalom parallelo

#### Coppa del Mondo - gare a squadre
- 6 podi:
  - 4 vittorie
  - 1 secondo posto
  - 1 terzo posto

### Coppa Europa
- Miglior piazzamento in classifica generale: 25ª nel 2011
- 7 podi:
  - 2 vittorie (1 in slalom gigante, 1 in slalom speciale)
  - 3 secondi posti (1 in slalom gigante, 2 in slalom speciale)
  - 2 terzi posto (2 in supergigante)

#### Coppa Europa - vittorie
| Data            | Località       | Paese    | Specialità |
| --------------- | -------------- | -------- | ---------- |
| 10 gennaio 2013 | Melchsee-Frutt | Svizzera | SL         |
| 22 gennaio 2015 | Zell am See    | Austria  | GS         |

Legenda:

GS = slalom gigante

SL = slalom speciale

### Nor-Am Cup
- Miglior piazzamento in classifica generale: 38ª nel 2015
- 3 podi:
  - 2 secondi posti
  - 1 terzo posto

### South American Cup
- Miglior piazzamento in classifica generale: 22ª nel 2015
- 1 podio:
  - 1 terzo posto

### Australia New Zealand Cup
- Miglior piazzamento in classifica generale: 13ª nel 2014
- 2 podi:
  - 2 vittorie

#### Australia New Zealand Cup - vittorie
| Data             | Località     | Paese         | Specialità |
| ---------------- | ------------ | ------------- | ---------- |
| 3 settembre 2010 | Coronet Peak | Nuova Zelanda | SL         |
| 28 agosto 2013   | Coronet Peak | Nuova Zelanda | GS         |

Legenda:

GS = slalom gigante

SL = slalom speciale

### Campionati svizzeri
- 23 medaglie[4]:
  - 11 ori (supercombinata nel 2012; slalom speciale nel 2013; slalom gigante, slalom speciale, supercombinata nel 2014; slalom speciale nel 2016; combinata nel 2017; slalom gigante, slalom speciale nel 2018; slalom speciale nel 2019; slalom speciale nel 2022)
  - 7 argenti (discesa libera nel 2011; slalom gigante, slalom speciale, combinata nel 2015; slalom gigante nel 2016; slalom speciale nel 2017; slalom gigante nel 2019)
  - 5 bronzi (slalom gigante, slalom speciale, supercombinata nel 2011; discesa libera nel 2015; slalom speciale nel 2023)

## Statistiche

### Podi in Coppa del Mondo
| Stagione/Specialità | Supergigante | Supergigante | Supergigante | Slalom gigante | Slalom gigante | Slalom gigante | Slalom speciale | Slalom speciale | Slalom speciale | Combinata | Combinata | Combinata | Slalom parallelo | Slalom parallelo | Slalom parallelo | Podi totali |
| ------------------- | ------------ | ------------ | ------------ | -------------- | -------------- | -------------- | --------------- | --------------- | --------------- | --------- | --------- | --------- | ---------------- | ---------------- | ---------------- | ----------- |
| Stagione/Specialità | 1º           | 2º           | 3º           | 1º             | 2º             | 3º             | 1º              | 2º              | 3º              | 1º        | 2º        | 3º        | 1º               | 2º               | 3º               | Podi totali |
| 2011                |              |              |              |                |                |                |                 |                 |                 |           |           |           |                  |                  |                  | 0           |
| 2012                |              |              |              |                |                |                |                 |                 |                 |           |           |           |                  |                  |                  | 0           |
| 2013                |              |              |              |                |                |                |                 | 1               |                 |           |           |           |                  |                  |                  | 1           |
| 2014                |              |              |              |                |                |                |                 |                 |                 |           |           |           |                  |                  |                  | 0           |
| 2015                |              |              |              |                |                |                |                 |                 | 1               |           |           |           |                  |                  |                  | 1           |
| 2016                |              |              |              |                |                |                |                 | 2               |                 | 1         | 1         |           | 1                |                  |                  | 5           |
| 2017                |              |              |              |                |                |                |                 | 2               | 4               |           |           |           |                  |                  |                  | 6           |
| 2018                |              |              | 1            |                |                |                |                 | 4               | 3               | 1         |           |           |                  | 2                |                  | 11          |
| 2019                |              |              |              |                |                |                |                 | 2               | 3               |           |           | 1         |                  |                  | 2                | 8           |
| 2020                |              |              | 1            |                |                | 2              |                 | 2               |                 |           | 1         |           |                  |                  |                  | 6           |
| 2021                |              |              |              |                |                |                |                 |                 | 3               |           |           |           |                  |                  |                  | 3           |
| 2022                |              |              |              |                |                |                |                 | 1               | 1               |           |           |           |                  |                  |                  | 2           |
| 2023                |              |              |              |                |                |                | 2               | 2               | 1               |           |           |           |                  |                  |                  | 5           |
| 2024                |              |              |              |                |                |                |                 |                 | 1               |           |           |           |                  |                  |                  | 1           |
| 2025                |              |              |              |                |                |                |                 | 3               |                 |           |           |           |                  |                  |                  | 3           |
| Totale              | 0            | 0            | 2            | 0              | 0              | 2              | 2               | 19              | 17              | 2         | 2         | 1         | 1                | 2                | 2                | 52          |
| Totale              | 2            | 2            | 2            | 2              | 2              | 2              | 38              | 38              | 38              | 5         | 5         | 5         | 5                | 5                | 5                | 52          |